# Okegawa
Okegawa (jap. 桶川市, -shi) ist eine japanische Stadt im Zentrum der Präfektur Saitama.

## Geographie
Okegawa liegt nördlich von Saitama und Ageo und südlich von Kitamoto und Kumagaya.
Der Fluss Arakawa durchfließt die Stadt von Norden nach Süden. Okegawa liegt auf der Ōmiya-Hochebene.

## Geschichte
Okegawa war eine Poststation (宿場町 Shukuba-machi) der Nakasendō während der Edo-Zeit.
Die Stadt erhielt am 3. November 1970 das Stadtrecht.

## Verkehr
- Straße:
  - Nationalstraße 17, nach Tōkyō oder Niigata
  - Nakasendō
- Zug:
  - JR Takasaki-Linie, Bahnhof Okegawa, nach Ueno oder Takasaki

## Persönlichkeiten
- Masahiro Motoki, Schauspieler
- Michiyo Tsujimura (1888–1969), Agrarwissenschaftlerin, Biochemikerin und Hochschullehrerin

## Weblinks

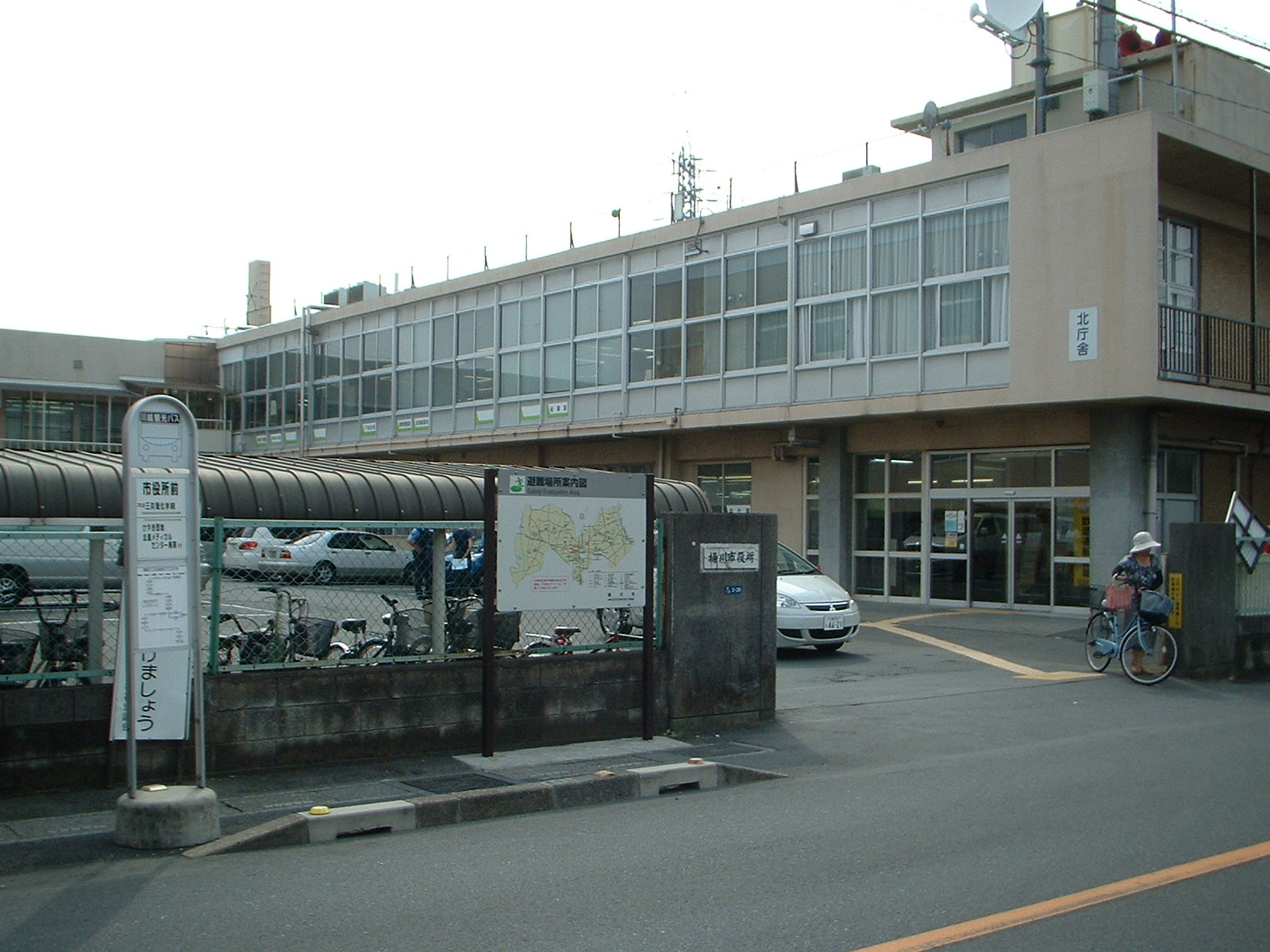
Rathaus Okegawa

## Angrenzende Städte und Gemeinden
- Ageo
- Kitamoto
- Kōnosu
- Kuki
- Hasuda
- Kawajima
- Ina